# Nhà máy điện Połaniec
Nhà máy điện Połaniec là nhà máy điện đốt than và sinh khối ở Połaniec thuộc Swiętokrzyskie Voivodeship, Ba Lan. Nó bao gồm 8 đơn vị, mỗi đơn vị có công suất phát điện là 225 MW. Nhà máy điện đã đi vào hoạt động từ năm 1979 đến 1983. Ban đầu các đơn vị này có công suất phát điện là 200 MW, nhưng sau khi quá trình hiện đại hóa tuabin từ năm 1992 đến 1995, nó đã tăng giá trị thực tế của nó.
Sau khoản đầu tư 1 tỷ PLN (290 triệu USD), vào tháng 11 năm 2012, một nhà máy điện sinh khối đã đi vào hoạt động tại địa điểm của nhà máy điện hiện có. Đơn vị sinh khối kết quả là một trong những nhà máy điện sinh khối lớn nhất trên thế giới.

## Tính năng, đặc điểm
Nhà máy điện có hai ống khói khí thải, cũng có ăng ten viễn thông và cả hai đều cao 250 mét (820 ft). Một tính năng thú vị của cơ sở là các đường dây điện đi qua tòa nhà của nhà máy điện trên giá treo trên mái nhà.
Phần sinh khối được cung cấp nhiên liệu 80% bằng dăm gỗ và 20% bằng chất thải nông nghiệp. Dăm gỗ được sản xuất từ chất thải gỗ tại bãi nhiên liệu, trong khi chất thải nông nghiệp được cung cấp từ các khu vực trong bán kính 100 km của nhà máy.
Từ tám tuabin 225Mwe, đơn vị sinh khối sản xuất ra 205MW.

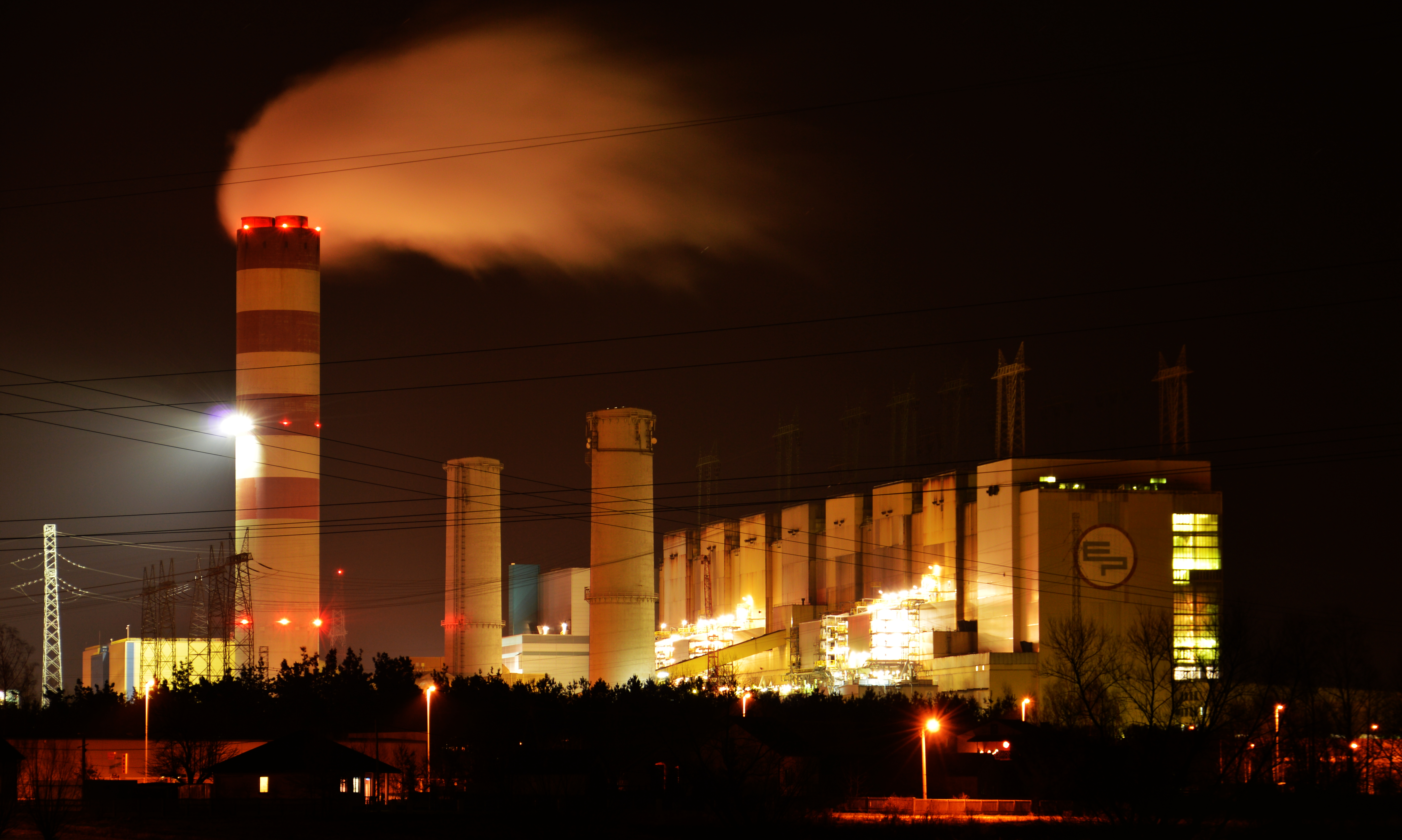
Nhà máy điện Połaniec vào ban đêm